# Roger Froment
Roger Marie Albert Froment (* 15. Februar 1928 in Maleville, Département Aveyron; † 9. Februar 2006) war ein französischer römisch-katholischer Priester, der zwischen 1985 und 1996 Bischof von Tulle war.

## Leben
Froment wurde am 29. Juni 1952 zum Priester geweiht. Am 20. Juni 1985 wurde er als Nachfolger von Jean-Baptiste Brunon zum Bischof von Tulle ernannt und empfing am 15. September 1985 seine Bischofsweihe durch seinen Vorgänger und dessen Mitkonsekratoren Roger Joseph Bourrat, Bischof von Rodez, sowie den Erzbischof von Bordeaux, Marius-Félix-Antoine Maziers.
Das Amt des Bischofs von Tulle bekleidete Froment bis zum 22. Oktober 1996 und wurde dann von Patrick Le Gal abgelöst.